# Hansikkaansaari
Hansikkaansaari är en ö i Finland. Den ligger i sjön Ylä-Rieveli och i kommunen Mäntyharju i den ekonomiska regionen  S:t Michel och landskapet Södra Savolax, i den södra delen av landet, 160 km nordost om huvudstaden Helsingfors. Öns area är 0,1 hektar och dess största längd är 90 meter i nord-sydlig riktning.